# 러청 밀약
러청밀약(중국어: 中俄密约, Li-Lobanov Treaty, Sino-Russian Secret Treaty, 러시아어: Союзный договор между Российской империей и Китаем, 일본어: 露清密約)은 1896년 6월 3일 모스크바에서 러시아 제국과 청나라 사이에 체결된 비밀 조약이다. 러시아 측은 외무장관 알렉세이 로바노프 로스토프스키와 재무장관 세르게이 비테가 참석했고, 청나라 측은 흠차대신 이홍장이 입회했다. 이 조약은 일본이 러시아와 청나라 중 하나에 침공한 경우에 상호 방어를 위해 참전하는 상호 방어 동맹의 결성이 목적이었지만, 동시에 러시아가 청나라로부터 만주의 권익을 크게 인정받은 불평등 조약의 측면이 있었다. 훗날 러일 전쟁을 야기한 원인 중 하나가 된다.

## 개요
삼국 간섭으로 일본은 청나라에 요동 반도를 반환하고 청나라가 입은 대일배상금에 대해서도 재빨리 차관 공여를 신청하여, 1895년 7월 프랑스와 공동으로 차관을 결정한 러시아는 청나라에 대해 대가를 요구했다. 1896년 5월 초 이홍장은 상트페테르부르크를 방문하여 황제 니콜라이 2세의 대관식에 참석하고, 새로운 황제 알현하면서 로바노프와 비테와의 비밀 회담에 임했다. 이홍장은 50만 루블의 뇌물을 받고 6월 3일 협약을 맺었다.
일본의 위협에 대해 상호의 안전을 공동으로 도모하자는 안보의 명목이었지만, 러시아는 이 조약으로 만주 주둔과 권익 확대를 청나라로부터 승인을 받는데 성공했다. 러시아 장교와 경찰은 치외법권을 인정받아 전시에는 중국 항만 사용을 인정받았다. 또한 시베리아 철도의 지선인 동청 철도를 청나라 영토에 부설할 수 있는 권리도 인정받게 되었다. 동청 철도는 명목상 공동 사업이었지만, 실제로는 출자도, 관리도 모두 러시아가 하게 되어 있었다. 청나라는 러시아군의 부대 이동과 병참을 방해하지 않도록 러시아에 크게 할인된 관세율을 인정하게 되었다. 또한 러시아는 철도 건설에 필요한 토지의 관리 권한을 얻었을 뿐만 아니라 밀약을 확대해석하여 배타적 행정권도 행사하며 철도에서 떨어진 도시와 광산도 ‘철도 부속지역’으로 그 지배 하에 뒀다.
같은 해 10월에는 남만주를 종단하는 동삼성 철도와 동청 철도와의 연결도 인정받게 되었다.
이것에 이어 1897년 12월에는 러시아 제국 해군 함대가 청나라의 보호를 명목으로 해안에 내항하여 함대의 무력을 배경으로 한 ‘포함 외교’를 시작했다. 러시아는 청나라에게 더 만주와 몽골을 잇는 철도 부설과 황해 연안의 항만 조차 등의 추가 조건을 요구했다.

### 밀약의 주요 내용
- 일본이 러시아 극동, 조선, 청나라에 침공한 경우 청나라-러시아 양국은 육해군을 상호 지원한다.
- 당사자의 한쪽은 다른 쪽의 동의없이 적국과 평화 조약을 맺지 않는다.
- 전쟁 시에는 청나라의 모든 항만을 러시아 해군에게 개방한다.
- 러시아 군대를 이동하기 위해 청나라는 러시아가 헤이룽장과 지린을 통과하여 블라디보스토크에 이르는 철도 건설을 허용한다. 철도 건설과 경영은 러청은행(러청은행 : 러시아가 설립 한 중국의 이익을 대표하는 금융 기관)이 맡는다.
- 전시 또는 평시에도 러시아는 이 철도에 의해 군대와 군수 물자를 자유롭게 수송할 수 있다.
- 이 조약은 15년을 유효 기간으로 하고, 기한 만료 전에 양측은 협약을 계속하거나 협의할 수 있다.

## 밀약 이후

### 조차 협약
러시아에 이어 열강 각국도 대일 배상금에 대한 차관 공여를 실시하였고, 그 담보 조건에 항만조차나 철도부설권을 요구하여 중국 각지에 자신들이 독점적으로 관심을 가지는 범위를 설정하게 되었다.  1898년 1월에는 영국이 차관 공여에 대한 대가로 장강 유역의 철도부설권을 얻었다. 1897년 11월 독일이  선교사 살해를 구실로 자오저우 만을 점령하였고, 1898년 3월 자오저우 만의 조차가 명기된 독청조약이 체결된다.
때를 같이하여 1898년 3월 대일배상금의 원조에 대한 담보와 청나라 국내에서 일어나는 배외주의 운동에 대한 책임을 이유로 “뤼순 (항구) 대련(만) 조차에 관한 협약”이 러시아와 청나라 사이에 맺어졌다. 이에 따라 러시아는 요동반도 남단의 뤼순 · 다롄의 25년에 걸친 조차권과 동청철도와 다롄을 잇는 지선(남만 지선) 철도 부설권을 얻어 군항이나 철도 등의 건설을 시작했다. 영국은 시베리아 철도와 뤼순 · 다롄을 손에 넣은 러시아가 동아시아에서 육군뿐만 아니라 해군에서도 우위에 설 것을 우려하여 1898년 5월에 청나라에 대련 대안의 웨이하이웨이를 조차시켰다.

### 제2차 러청밀약
러시아에 의한 철도 건설로 만주의 반식민지화가 진행되자 중국 민중의 분노에 불이 붙어 1900년에 의화단 운동이 발발한다. 이 혼란을 틈타, 강동육십사둔의 청나라 사람을 학살하고 아무르강을 넘어 남하, 동북성을 점령한 러시아는 1900년 11 월에 청나라와 ‘제2차러청밀약’을 맺어 만주에 군대를 주둔시킬 권한과 요새를 설치하고, 러시아인을 보호하며 지방 정부에 대한 감독권의 행사 등 철도 연선뿐만 아니라 만주 전역의 군사 및 행정도 지배하에 두었다.
1902년 4월 〈만주 반환에 관한 러청 조약〉에서는 러시아 군의 동북삼성에서의 단계적 철수가 동의되었지만, 러시아는 제2기 이후 철수에 응하지 않았고, 1903년 4월에는 반대로 철수 조건으로 청나라에 대해 다양한 요구를 했다.

## 일본의 반응
일본은 삼국간섭에서 요동 조차에 이르는 러시아의 남하정책에 적개심을 품었다. 프랑스는 광저우만 조차지를 손에 넣었고, 독일은 자오저우 만 조차지를 , 러시아는 여순 · 대련의 조차지를 손에 넣은 것은 일본에게 반환시켰던 영토를 열강들이 획득하는 것으로 국제적 신의에 반하는 행위로 받아들였다. 러시아가 시베리아 철도와 청나라의 철도를 연결하고, 청나라에서 자유 자재로 군대를 이동할 수 있는 조건을 갖춘 것은 대한제국에서 러시아의 존재가 높아진 것과 함께 러시아가 중국과 한국으로 스스로 세력권을 벗어나 일본을 압박하게 될 것으로 생각하였다.
일본은 1896년 6월 3일 러시아의 외상 로바노프와 청국의 이홍장이 일본의 위협을 막자는 명분으로 중국이 러시아에 동청 철도 부설권을 주고 러시아가 러청은행을 설립하도록 하는 밀약을 체결하자, 6월 9일 야마가타를 러시아로 보내어 조선에 문제가 발생할 시 일본과 러시아가 함께 출병한다는 야마가타-로바노프 밀약을 체결한다.

## 참고 문헌
- 加藤陽子 『戦争の日本近現代史』 講談社 2002년 ISBN 4-06-149599-2